# 雛形羽衣
雛形 羽衣（ひながた うい、7月27日 - ）は、日本の女性歌手、女優。ディアステージ所属。

## 概要
- 2014年3月17日より秋葉原ディアステージに所属[2]。
- 2018年より劇団☆ディアステージに所属。
- 2019年、同劇団員の舞川みやことユニット「attrice.」を結成[3]
- 2020年より「ムー公式超日常ポッドキャスト」[4]にて全13回のMC務める

## 人物
- 趣味は超常現象研究。オカルトが好きでムーを定期購読している。ムーの雑誌掲載経験、番組MC経験もある。
- 好きな食べ物は、おすし、牡蠣、えんがわ、塩辛、にこごり、トリュフ、肉ピーマン、ホルモン、タピオカなど[5]
- お酒がなんでも好き。ビール、クラフトビール、ハイボール、日本酒を特に好む。
- ポテトチップスにはまっている(2020年7月現在）
- おもてなしが得意で、特技は人を手なずける／懐に入る／MC。
- バレエを習っていた。
- 脚の長さのポテンシャルを今まで発揮しきれていなかったが、最近発揮されつつある。
- 運動に目覚めパーソナルジムに通い始めた。

## ディスコグラフィ

### シングル

#### ソロ
- 極楽天国★神出鬼没

作詞 - ささかまリス子 / 作曲・編曲 -

#### attrice.
- 鏡界線（2019年11月）

作詞 - 利根川貴之 / 作曲 - 利根川貴之、坂和也 / 編曲 - 坂和也 & Wicky.Recordings
- 凛音（2021年1月）作詞 - 松多壱岱 / 作曲 - 中村純一

## 出演

### 舞台

#### 2015年
- アーラェ・アンゲリープロデュース「平和荘へようこそ」[6]（2015年11月19日 -11月23日 、池袋シアターKASSAI）海城まゆみ 役

#### 2016年
- アーラェ・アンゲリープロデュース「対胤《ＴＷＩＮ》～二人の羅刹～」[7]（2016年7月14日 - 18日、池袋シアターKASSAI）波野潮 役
- アリスインプロジェクト「アリスインデッドリースクール・パラドックス」[8]（2016年8月11日 - 21日、池袋シアターKASSAI）紅島弓矢 役

#### 2017年
- ASSH×オッドエンタテイメント「鬼切丸伝」[9]（2017年1月18日 - 22日、六行会ホール / 2018年6月20日 - 24日、全労済ホール スペース・ゼロ）虎熊童子 役
- オッドエンタテイメント「サイレントメビウス」[10]（2017年3月29日 - 4月2日、新宿・シアターサンモール）アンジェラ・サントス 役
- 爆走おとな小学生「すてきな３にんぐみ」[11]（2017年6月1日 - 4日、中目黒キンケロシアター）リンダ 役
- SOLID STARプロデュースvol.10「仁義ある宴会」[12]（2017年7月12日 - 17日、新宿・シアターサンモール）
- アリスインプロジェクト「アリスアンデッドリースクール・ノクターン」[13]（2017年10月4日 - 9日、新宿村Live）猪狩薫 役
- 生演奏ミュージカル「信長の野望-炎舞-」（2017年12月20日 - 24日、シアター1010）茶々 役

#### 2018年
- 「音楽劇ヨルハVer1.2」[14]（2018年2月9日 - 13日、シアター1010）ローズ 役
- 劇団☆ディアステージ 旗揚げ公演「殺し屋と悪魔」[15]（2018年3月9日 - 11日、新宿アールズアートコート）悪魔 役
- 爆走おとな小学生「こっちにおいでジョセフィーヌ」(team Soleil)[16]（2018年5月16日 - 20日、新宿村Live）紫尊ツカサ 役 (team Soleil)
- ものづくり計画「希望のホシ2018」[17]（（2018年6月13日 - 17日、あうるすぽっと）小宮山凛 役
- アーラェ・アンゲリープロデュース「うらめし屋で召し上がれ」[18]（（2018年7月12日 - 16日、池袋・THEATER GREEN BIG TREE THEATER）アシュー 役
- 劇団☆ディアステージ第二回公演「コロちゃんと悪魔」[19]（2018年8月31日 - 9月2日、新宿アールズアートコート）悪魔 役
- ASSH「帝都探偵奇譚ジゴマ」[20]（2018年10月24日 - 29日、池袋シアターKASSAI）月代手衣 役
- 「君死ニタマフ事ナカレ零_改」[21]（2018年11月29日 - 12月9日、渋谷・CBGK！シブゲキ）クチバ 役
- アリスインプロジェクト「ドナー・イレブン」（2018年12月19日 - 30日、池袋シアターKASSAI）羽佐間花蓮 役

#### 2019年
- アリスインプロジェクト×劇団☆ディアステージ「悪魔inデッドリースクール」（2019年1月16日 -20日 、コフレリオ新宿シアター）- 悪魔 役
- 「プロジェクト東京ドールズ」[22]（2019年2月27日 - 30日、新宿村Live）- ヤマダ 役
- 劇団☆ディアステージ×トキヲイキル コラボ公演 「四月の霊」（2019年4月25日 - 5月26日、R'sアートコート 新大久保/ぽんプラザホール）- 佐久間美湖 役
- 舞台「脳漿炸裂ガール 〜人間動物園〜」supported by 青山メインランド[23]（2019年7月11日 - 15日、六行会ホール）- 一発触発☆禅ガール 役
- GHETTOプロデュース第六弾『深夜の婚姻届』[24]（2019年8月21日 - 25日、TACCS1179）-  役
- 劇団☆ディアステージExtra「マジカル・リバース・ワールド2019」[25]（2019年9月26日 - 10月2日、川崎ラゾーナプラザソル）- 悪魔／幕亜ミコ 役

#### 2020年
- filamentz×アガリスクエンターテイメント 国府台ダブルス『いざ、生徒総会』『卒業式、実行』(2作同時上演)[26]（2020年1月22日 - 27日、新宿村LIVE）司会雛形 役(卒業式、実行に出演)
- 舞台「剣が君-残桜の舞-」[27]（2020年7月8日 - 12日、シアター1010）七重 役
- トキヲイキル第７回本公演「検温しましょ」[28]（2020年10月14日 - 18日、ぽんプラザホール）
- 劇団☆ディアステージ×CYNHN 音楽朗読劇音楽朗読劇『えんとつ町のプペル』(DSオータムフェス)[29]（2020年11月7日 - 8日、R'sアートコート）プペル 役

#### 2021年
- 「プロジェクト東京ドールズ　THE GARDEN ／ SKY TOWER 同時公演」（2021年2月20日 - 28日、シアター1010） - ヤマダ  役
- SHIROKURO STAGE「爆剣 ～幕府御前試合～」[30]（2021年3月24日 - 31日、渋谷・CBGK！シブゲキ）- ヤツメ 役
- 舞台『いざ、生徒総会』[31]（2021年9月28日 - 10月3日、日暮里　d-倉庫）- 会長 役

#### 2022年
- 劇団ディアステージ第4回公演 舞台「トラブルメーカーｗｗｗ」[32]（2022年1月19日 - 23日、シアターKASSAI） - 風間嵐 役
- ILLUMINUS『麗和落語～二〇二二夏の陣～第一陣』[33]（2022年5月4日 - 7日、武蔵野芸能劇場小劇場） -  役
- アガリスクエンターテイメント 番外公演『ナイゲン(2022年版)』[34]（2022年6月21日 - 26日、下北沢 駅前劇場） - 道祖神 役
- 劇団ディアステージ第5回公演 舞台『笑女A』[35]（2022年9月7日 - 11日、シアターKASSAI） - 美優 役

#### 2023年
- 劇団ディアステージ第6回公演『テイクショットをもう一度　-カーリングと私たちの激アツな日々-』[36]（2023年1月18日 - 22日、シアターKASSAI） - 滝川美冬 役
- SHIROKURO STAGE「爆剣〜東京転生死合・再戦〜」[37]（2023年3月1日 - 5日、六行会ホール）- ヤツメ 役
- 劇団ディアステージ第7回公演・旗揚げ5周年記念興行 舞台「トラブルメーカーｗｗｗ2〜隣の星は青く見える〜」[38]（2023年7月5日 - 9日、築地本願寺ブディストホール） - 風間嵐 役
- SHIROKURO STAGE「爆劔〜源平最終決戦〜」[39]（2023年9月14日 - 19日、CBGKシブゲキ）- 鬼一法眼 役
- 舞台『けものフレンズ』おおきなみみとちいさなきせき Re:JAPARI STAGE! [40]（2023年10月20日 - 31日、品川プリンスホテル クラブeX）- ハシブトガラス 役
- 降臨SOUL製作委員会 舞台『降臨SOUL』[41]（2023年12月2日、日替わりゲスト出演、中目黒キンケロシアター）- 天帝 役

#### 2024年
- 劇団たいしゅう小説家present's『菜々絵の探偵物語IV』（2024年3月20日 - 24日、萬劇場）[42] (全7公演) - 三友里 役
- 降臨SOUL製作委員会 舞台『降臨SOUL～風燐火斬～』[43]（2024年9月25日 - 29日、六行会ホール） - 武田信玄 役
- 劇団ディアステージ第9回公演 舞台「ネコにマタタビⅡ～オタクの帰還～」[44]（2024年11月3日、日替わりゲスト出演、R'sアートコート） - ブクロのトラ子 役
- 舞台『けものフレンズ』JAPARI STAGE! 〜きみのあしおとがまたきこえた〜（2024年11月8日 - 17日、品川プリンスホテル クラブeX）- ハシブトガラス 役
- SHIROKURO STAGE「爆剣〜帝国幻想兵団〜」[45]（2024年12月19日 - 23日、CBGKシブゲキ！！）- ヤツメ(鬼一法眼) 役

### 映画

#### 2020年
- 映画「現代怪奇百物語 弐之章」[46]（8月8日 - 8月9日、渋谷ユーロライブ）- 湊咲良 役

### ドラマ

#### 2020年
- ドラマ「闇芝居(生)」[47]（2020年9月9日 - 、テレビ東京）- 第三話「不在票」
- アガリスクエンターテイメント ドラマ「かげきはたちのいるところ」[48]（2020年12月24日 - 、YouTube配信）- 第三話「禁じられた嗜み」ゲスト

### アニメ

#### 2020年
- 「それだけがネック」[49]（2020年10月12日 - テレビ東京）- 田端 役

#### 2023年
- 「NieR:Automata Ver1.1a」（2023年3月5日 - TOKYO MXほか）- ローズ 役

### テレビ
- 「バカリズムの30分ワンカット紀行」（2020年6月27日 、BSテレ東）
- 「水曜日のダウンタウン」[50]（2020年9月23日 、TBSテレビ）

### Podcast
- 「ムー公式超日常ポッドキャスト」[51]（2020年12月～2021年5月 、Spotify）- MC(全13回)

### イベント

#### 2020年
- 「【DSオカルト研究部 × #月刊ムー】トークイベント in VV渋谷本店」[52]（7月18日、ヴィレッジヴァンガード渋谷本店）
- 「雛形羽衣生誕祭」[53]（9月26日、秋葉原ディアステージ）

#### 2022年
- ういみやこクリスマスパーティー2022[54]（2022年12月25日、Roppongi BAR Rouage）

#### 2023年
- #ういみやこ妄想バスツアーファンミーティング❤️〜いちご狩り編〜[55]（2023年6月4日、Cafe & Gallery ホシノテレカ）
- 折笠衣緒生誕祭2023[56]（2023年11月25日、秋葉原ディアステージ） - 第2部ゲスト出演
- ブタイウラ放送局 #4[57]（2023年12月10日、WALLOP放送局）- ゲスト出演
- 胡桃沢まひる生誕祭2023[58]（2023年12月10日、秋葉原ディアステージ）- 第1部ゲスト出演
- ういみやこクリスマス会&忘年会〜ラストサンタ？！〜[59]（2023年12月28日、エビスSTARバー）

#### 2024年
- 人狼系推理バトル【レジスタンスイレブン～陰謀を阻止せよ～】 [60]（2024年1月6日、1月8日、TACCS1179）
- MIYAKOMAIKAWA BIRTHDAY 2024[61]（2024年02月24日、代々木ミューズホール本館） - ゲスト
- 雛形羽衣10周年！[62]（2024年03月30日、秋葉原ディアステージ）
- 折笠衣緒ラストイベント「ゴスロリ少女は電気街の夢を見るか？」[63]（2024年12月30日、秋葉原ディアステージ）- 第1部、第2部ゲスト出演

#### 2025年
- 降臨SOUL～澁谷降臨～ 朗読劇＆トウクショウ[64]（2025年01月25日-26日（代役）、MsmileBOX渋谷）
- MIYAKO MAIKAWA BIRTHDAY EVENT 2025[65]（2025年02月24日、MsmileBOX渋谷）- 第1部、第2部ゲスト出演
- 雛形羽衣11周年パーティー 羽衣ヒーリングBAR[66]（2025年03月01日、Gallery&Barくらげ）